# Gà Java

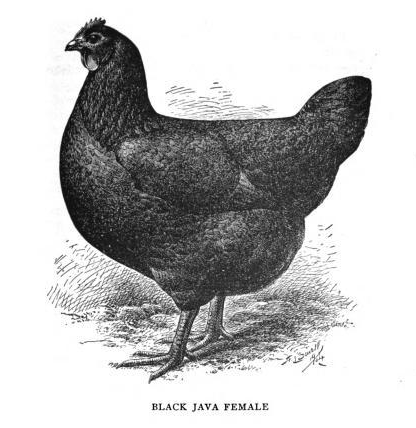
Gà Java

Gà Java là một giống gà có nguồn gốc ở Hoa Kỳ. Mặc dù tên của giống gà này dẫn chiếu đến đảo Java nhưng thực sự thì nó được phát triển ở Hoa Kỳ từ những con gà nhập khẩu không rõ ở Châu Á. Nó là một trong những loài gà lâu đời nhất của Mỹ, tạo thành giống nền cho nhiều giống gà khác, nhưng ngày nay chúng bị đe dọa nghiêm trọng. Gà Java là những giống gà có tầm vóc lớn với bề ngoài chắc nịch. Chúng rất cứng cáp và rất thích hợp cho cả việc nuôi lấy thịt gà và trứng gà, đặc biệt là các trang trại quy mô nhỏ, nhà vườn, và nuôi trong chuồng ở sân sau.

## Lịch sử
Sau gà Dominique thì gà Java là giống gà lâu đời nhất được tạo ra ở Mỹ. Mặc dù tên của nó sẽ gợi ý một nguồn gốc của đảo Java, nhưng không chắc về độ chính xác nơi mà tổ tiên ở châu Á của nó xuất phát từ đó. Nó được đề cập lần đầu tiên trong bản in năm 1835, nhưng nó được cho là đã có mặt trước thời điểm này. Gà Java đặc biệt đáng chú ý như các giống gà sản xuất thịt trong suốt thế kỷ 19 với sự nổi tiếng của chúng đạt đỉnh trong nửa sau của thế kỷ đó. Gà Java là một giống nền tảng quan trọng cho lớp gà của Mỹ đã đóng góp đáng kể cho gà to xác hiện đại như gà Jersey lớn (Jersey Giant), gà Rhode đỏ (Rhode Island Red) và gà Plymouth Rock. Giống gà cũng có thể là nguồn gốc của nhưng biến thể gà lông vàng của giống gà Dominique đương đại vốn từng có lông trắng.
Gà Java lần đầu tiên được công nhận chính thức bởi sự chấp nhận trong Tiêu chuẩn hoàn thiện của Hiệp hội Gia cầm Hoa Kỳ năm 1883. Các giống gà trắng, đen, và đốm đã được mô tả ban đầu trong tiêu chuẩn, nhưng biến thể trắng đã được gỡ bỏ vào năm 1910 bởi vì nó được cho là quá giống với gà cú lông trắng (White Plymouth Rock). Nó cuối cùng biến mất vào những năm 1950. Ngoài ra còn có một loại gà Auburn là giống nền cho Rhode Island Red, nhưng nó đã chết vào năm 1870.
Gà Java gần như đã biến mất vào cuối thế kỷ 20, đã bị đẩy vào thế giới gia cầm bởi sự tập trung cao độ vào một hoặc hai giống của những người chăn nuôi cho mục đích thương mại, và sự du nhập của vô số giống mới và kỳ lạ cho gia cầm làm kiểng. Bắt đầu từ những năm 1990, các nhà lai tạo và tổ chức bảo tồn đã bắt đầu thực hiện một nỗ lực phối hợp nhiều hơn để cứu lấy giống gà Java. Đặc biệt, Bảo tàng Nông trại Garfield ở Illinois đã đóng một vai trò quan trọng trong việc bảo tồn gà Java trong thế kỷ 21. Bắt đầu với biến thể Mottled và Black Javas, các đàn Garfield đã làm sống lại giống gà biến thể trắng (White). Trang trại Garfield cũng được hỗ trợ bởi Bảo tàng Khoa học và Công nghiệp ở Chicago, nơi ấp trứng gà Java như là một phần của cuộc triển lãm về di truyền học. 

## Đặc điểm
Gà Java là gà nặng ký, với gà trống có trọng lượng khoảng 4,3 kg (9,5 kg) và gà mái thì nặng khoảng 2,9–3,4 kg (6,5–7,5 lb). Chúng có thân hình rộng lưng và một cái ức gà sâu, mà làm cho một vững chắc, cấu trúc cơ thể hình chữ nhật. Chúng có dái tai nhỏ và mồng có kích cỡ trung bình, tất cả đều có màu đỏ. Gà Java có mồng đơn. Gà Java có bề ngoài trong ba biến thể màu sắc ngày nay: đen, đốm và trắng. Biến thể đen có thân và đen mỏ, mặc dù một số màu vàng có thể xuất hiện ở chân. Bộ lông là một màu đen đồng nhất có màu xanh đậm trong ánh sáng. Lốm đốm và trắng có phần lớn da màu vàng, có mỏ sừng màu. Bộ lông Mottled là một màu đen với những mảng màu trắng trên đầu lông, tạo ra một vẻ ngoài nổi bật

## Sử dụng
Gà Java là giống gà kiêm dụng, có giá trị cho các đặc tính hai mục đích của chúng. Mặc dù chúng đang phát triển chậm so với gà thịt được sử dụng bởi ngành công nghiệp gà thương mại ngày nay, chúng sản xuất thịt tốt. Gà mái đẻ một số lượng lớn trứng màu nâu, và luôn có tính đòi ấp. Gà Java đặc biệt được biết đến như là giống gà không kén ăn, cần ít thức ăn bổ sung hơn nhiều giống khi được chăn thả vườn. Giống như nhiều giống lớn xác, chúng được biết đến là ngoan ngoãn về tính khí và cứng cỏi, rắn rỏi trong thời tiết khắc nghiệt. Nói chung, gà Java đặc biệt thích hợp cho những người nuôi những đàn nhỏ hơn đòi hỏi một con gà kiêm dụng có hiệu quả.

## Liên kết ngoại
- Javas at mypetchicken.com Lưu trữ ngày 8 tháng 8 năm 2009 tại Wayback Machine
- Javas at feathersite
- Javas at Java Breeders of America